# 遠山景前
遠山 景前（とおやま かげさき）は、戦国時代の武将・大名。遠山氏の宗家の岩村遠山氏当主。美濃国恵那郡遠山荘の岩村城主。

## 遠山三頭と遠山七頭
藤原利仁流の加藤景廉を祖とする『寛政重修諸家譜』などの諸系図による説で、異説もある。美濃遠山氏は、景廉が鎌倉幕府創設時の功績により遠山荘を含む数か所の荘園の地頭職を与えられたが、その長男の景朝が遠山荘を相続して岩村に居を構えたことに始まる。
景朝の長男の遠山景村が苗木遠山氏の初代となり、次男の遠山景重が明知遠山氏の初代となり、三男の遠山景員が岩村遠山氏を相続した。この岩村・苗木・明知を、遠山三頭（三遠山）と言う。
戦国時代末期には、飯羽間遠山氏・串原遠山氏・安木遠山氏・明照遠山氏も含め七家が存在していた。この七家を、遠山七頭（七遠山）と言う。

## 松尾小笠原氏と木曽氏の恵那郡侵攻
応仁元年（1467年）応仁の乱が勃発すると美濃守護の土岐成頼は西軍について8,000余騎を率いて京に在陣して戦った。
文明5年（1473年）留守を守っていた守護代の斎藤妙椿が伊勢に遠征している隙に、東軍の信濃松尾城城主の小笠原家長は、将軍足利義政の命により、子の小笠原定基や木曾家豊（木曾義元の父）と共に、美濃恵那郡の大井城や土岐郡の釜戸村にあった荻島城を攻め落とし、その後、恵那郡の中部と土岐郡の一部は松尾小笠原氏の駐留が続いた。苗木遠山氏は木曽氏の傘下となった。
その当時の岩村遠山氏は、景前の祖父:頼景、景前の父:景友、景友の子:景前である。景前の頃には美濃守護の土岐氏や守護代の美濃斎藤氏は凋落しており、東美濃では国人の遠山七頭が諸城を築いて郡外勢力を拒みつつも周辺諸国の豪族との安定した関係を模索しなくてはならない困難な状況となっていた。
大永4年（1524年）7月25日に父の景友が戦死したため景前が岩村遠山氏の当主となった。
大永年間（1521年～1528年）明知遠山氏の遠山景保の子の遠山直景は明知城を岩村遠山氏に渡して、士卒180名を率いて関東へ赴き北条早雲の配下に入った。

## 松尾小笠原氏の恵那郡撤退と岩村遠山氏の復活
天文3年（1534年）小笠原貞忠が信濃府中家の小笠原長棟に松尾城を攻められて甲斐武田氏を頼って逐電したので、遠山氏は恵那郡中部（現在の釜戸駅～中津川駅あたり）の旧領を取り戻し岩村遠山氏は再び勢いを復活した。
かつて隆盛を誇っていた遠山氏の菩提寺の大圓寺は、何者かの攻撃によって一時衰微していた（当時、恵那郡中部を占領していた信濃松尾城主の小笠原貞忠からの攻撃か）。
景前は、甲斐の恵林寺を再興した名僧明叔慶浚を招き大圓寺は再び勢いを取り戻した。明叔は天文10年（1541年）まで止住した。ちなみに明叔は飛騨国の南部を治めた戦国大名三木直頼の義兄である。
天文5年（1536年）7月に、景前は遠山氏の菩提寺であった大圓寺の明叔慶浚を城へ招き、父の景友の十三回忌法要を行った。その時の香語によれば、父の景友は城を出て戦い遂に戦死したとある。
天文7年（1538年）景前と思われるが、恵那市大井町の武並神社に梵鐘を寄進した。その鐘銘は以下のとおりであった。
天文11年（1542年）景前と延友遠山氏の延友新右衛門尉が笠木社に梵鐘を寄進した。その鐘銘には以下の銘があった。
藤原景前とは遠山景前のことで、笠木社とは、現在の岐阜県恵那市中野方町にある笠置神社のことである。このことから延友新右衛門尉は笠置神社周辺を領地としていた遠山氏の一族であることが分かる。
天文16年（1547年）の冬、岩村城内に八幡神社を造立した。その棟札には
とある。
天文21年（1552年）景前の次男の遠山武景は苗木遠山氏の養子となっていたが、京都見物の帰途、尾張へ向かう伊勢湾上の船で、乗り込んできた盗賊により殺害された。
景前の三男の遠山直廉は、阿寺城を築いて明照遠山氏の初代となっていたが、兄の武景の後継として苗木遠山氏を嗣いだ。
天文22年（1553年）伊勢神宮の外宮から景前に正遷宮用脚の願書が届き献金した。
弘治2年（1556年）7月13日、景前が没した。
その後、長男であった遠山景任が岩村遠山氏の当主を嗣ぎ、織田信長の叔母の（おつやの方）を妻に迎えた。
その結果、岩村遠山氏は織田氏と関係が深まることとなり、岩村城は武田氏と織田氏の双方からの奪い合いに巻き込まれて滅亡した。(岩村城の戦い)

## 三河松平氏との関係
享禄3年（1530年）松平清康が三河宇利城の熊谷氏を攻めて守将を敗走させた戦で、松平清康の名声が周辺諸国にも及び、東美濃の城砦の守将も応じたため景前は松平清康の麾下に入ったという。
景前は、母の寶樹院珠玉大姉(遠山六郎母)の供養のために、母の実家の安祥松平氏の菩提寺である大樹寺境内に「寶樹院」を建立し、
三河国内の（あち和宮崎と大門黒崎）の土地を購入し収穫した霊供米を寄進した。
天文16年（1547年）7月4日付けの霊供米の寄進状の写しが大樹寺に残っている。

## 飛騨三木氏との関係
景前が再興した大圓寺に招いた明叔慶浚は飛騨の三木直頼の義兄であり、明叔慶浚を通じて三木氏とも誼を通じた。三木直頼が菩提寺の禅昌寺に宛てた手紙（禅昌寺文書）に記されている岩村遠山氏との関連内容は以下のとおりである。
大圓寺住持の希菴玄密は飛騨の禅昌寺へ移り、永禄元年（1558年）禅昌寺にて景前の三回忌の法要を行った。その時の香語は以下の文言である。

## 甲斐武田氏との関係
遠山氏の菩提寺の大圓寺に、武田氏の菩提寺の恵林寺に居た明叔慶浚や希菴玄密を招き、武田氏と誼を通じて傘下に入ったという説がある。
天文21年（1552年）土岐郡の高山城主の高山光俊(伊賀守)が没したが後継者が無かったため城主が不在となった。そこで可児郡御嵩城主の小栗重則(信濃守)が高山城を攻めて占領しようとした。そのことを肥田民部から遠山景前に連絡があったので、景前は甲斐の武田信玄に早馬を送り相談した。
信玄は平井頼母と後藤庄助を大将として、遠山利景・遠山三郎兵衛・遠山左衛門佐・小里出羽守・その子の小里内作・小里助左衛門・小里右衛門太郎らを高山城へ向かわせた。
小栗重則(信濃守)も千人余で大富山に陣を取り川端に押し寄せた。遠山・小里・平井・後藤らは浅野村に陣を取り川を隔てて矢を射かけた。小栗は川を渡って戦い高山城に迫ったが小里親子と遠山与助の30余騎が馬上から鑓を執って真直ぐに進むと小栗勢が敗北したので川を越えて追った。大富山の下で小里出羽守が小栗の長臣を討取ると小栗は引き返したので、肥田村の天福寺の高根で70余りの首実検を行った。
その後、逆に御嵩城は囲まれ落城し小栗重則は自害したという。その結果、可児郡の御嵩城までが武田氏の勢力下に入った。後藤庄助は討死したが、土岐郡の高山城には平井光行・頼母親子が入り城主となった。
天文23年（1554年）、信濃国を領国化しようとしていた武田信玄が遠山氏の領地と接する信濃の伊那郡を制圧したので、天文24年（1555年）に景前をはじめとする遠山七頭は武田氏に臣従したという。
天文24年（1555年）、三河の足助周辺の小領主であった原田・簗瀬・横山・深見・安藤らは阿摺衆という地域連合を結成して今川義元に従い、小渡を経て明知城を攻めた。この時に景前が武田信玄に助けを求めたのを機に、遠山氏は武田氏の傘下に入ったという説がある。
弘治元年（1555年）9月には、順調かに見えた今川義元の三河経略も景前と遠山景行の支援を受けた足助鈴木氏が蜂起、これに三河加茂郡東広瀬城主の三宅髙貞が同調した他、大給松平氏の松平親乗も今川氏に叛旗を翻した。これに対して今川義元は同月中に遠江衆を動員して親乗討伐に向かわせるが退けられ失敗した。
弘治2年（1556年）正月、遠山氏の菩提寺の大圓寺に武田信玄の制札が掲げられた。その内容は、
弘治2年（1556年)3月4日、景前は没した。
永禄元年(1558年)3月4日に景前の妻によって三回忌が行われた時の、大圓寺の悦崗宗怡の法語は以下の通りであった。